# Heliobacteriaceae
Heliobacteriaceae (геліобактерії) — невелика родина бактерій, які отримують енергію через фотосинтез. Вони використовують унікальний до цієї групи пігмент бактеріохлорофіл g, який поглинає на інших частотах, ніж інші фотосинтетичні пігменти, надаючи представникам родини свою власну екологічну нішу. Фотосинтез протікає на клітинній мембрані, яка не формує складок або ламел, як це трапляється в інших групах фотосинтезуючих бактерій.
Філогенетичні дерева, засновані на рРНК розміщують Heliobacteriaceae у типі Firmicutes. На відміну від більшості представників типу, вони не проявляють грам-позитивного фарбування, тому що їхні клітинні стінки дуже тонкі, але для них (як і для інших грам-позитивних бактерій) характерна відсутність зовнішньої мембрани. Вони також подібні до грам-позитивних бактерій в інших аспектах, зокрема здатністю формувати ендоспори. Геліобактерії — єдина споріднена до грам-позитивних бактерій група, яка здійснює фотосинтез.
Heliobacteriaceae — фотогетеротрофи, що використовують енергію світла або хімічних речовин, але залежать виключно від органічних джерел вуглецю, і є облігатними анаеробами. Тоді як більшіть фотосинтезуючих бактерій водні, Heliobacteriaceae були знайдені здебільшого в ґрунтах, зокрема на рисових полях.